# シェマング郡 (ニューヨーク州)
シェマング郡（英: Chemung County）は、アメリカ合衆国ニューヨーク州にある郡である。人口は8万4148人（2020年）。郡庁所在地はエルマイラであり、同郡で人口最大の都市である。
シェマング郡はその全体でエルマイラ都市圏を構成している。郡名はレナペ族インディアンの村名で「大きな角」を意味する言葉から採られた。マーク・トウェインが長年エルマイラに住み著作に励んだので、郡内の道路沿いには「マーク・トウェインの国」と書いた標識が多く見られる。

## 歴史
シェマング郡は1836年にタイオガ郡から520平方マイル (1,300 km2) が分離して設立された。
1854年、郡域が分割され、110平方マイル (280 km2) はスカイラー郡となり、シェマング郡の面積は410平方マイル (1,100 km2) になった。これが現在の大きさである。

## 地理
シェマング郡はニューヨーク州の南西部、ペンシルベニア州との州境にあり、サザン・ティアと呼ばれる地域や、フィンガーレイクス地域に属している。
アメリカ合衆国国勢調査局に拠れば、郡域全面積は411平方マイル (1,064.5 km2)であり、このうち陸地408平方マイル (1,056.7 km2)、水域は3平方マイル (7.8 km2)で水域率は0.64%である。
サザン・ティア・イクスプレスウェイがペンシルベニア州との州境近くを東西に走り、ウェイバリーからエルマイラを経由してコーニングに至っている。

### 交通

#### 空港
- エルマイラ・コーニング地域空港

#### 主要高規格道路
- 州間高速道路86号線/ニューヨーク州道17号線（サザン・ティア・イクスプレスウェイ）
- ニューヨーク州道13号線
- ニューヨーク州道14号線
- ニューヨーク州道34号線
- ニューヨーク州道223号線
- ニューヨーク州道328号線
- ニューヨーク州道352号線
- ニューヨーク州道367号線
- ニューヨーク州道414号線
- ニューヨーク州道427号線

### 隣接する郡
- スカイラー郡 - 北
- トンプキンス郡 - 北東
- タイオガ郡 - 東
- ブラッドフォード郡 (ペンシルベニア州) - 南
- タイオガ郡 (ペンシルベニア州) - 南西
- スチューベン郡 - 西

## 郡政府と政治
シェマング郡は1974年まで監督官理事会が治めていた。1974年1月1日、行政権と立法権が郡執行官と15人の立法議会に分割された。議員15人は小選挙区から選出される。
アメリカ合衆国大統領選挙では共和党候補を支持する傾向にある。2000年では、共和党のジョージ・W・ブッシュに10.85%の差を与えた。2008年では、やはり共和党のジョン・マケインを支持したが、バラク・オバマとの差は1.23%に過ぎなかった。2012年はミット・ロムニーが2.33%差で制した。

## 人口動態
以下は2000年国勢調査による人口統計データである。
| 基礎データ - 人口: 91,070 人 - 世帯数: 35,049 世帯 - 家族数: 23,272 家族 - 人口密度: 86人/km2（223人/mi2） - 住居数: 37,745 軒 - 住居密度: 36軒/km2（92軒/mi2） 人種別人口構成 - 白人: 90.96% - アフリカン・アメリカン: 5.82% - ネイティブ・アメリカン: 0.23% - アジア人: 0.78% - 太平洋諸島系: 0.02% - その他の人種: 0.75% - 混血: 1.44% - ヒスパニック・ラテン系: 1.77% 先祖による構成 - ドイツ系：16.4% - アイルランド系：15.7% - イギリス系：12.5% - イタリア系：11.8% - アメリカ人：7.8% - ポーランド系：6.3% 言語による構成 - 英語：96.2% - スペイン語：1.6% 年齢別人口構成 - 18歳未満: 24.4% - 18-24歳: 8.8% - 25-44歳: 28.3% - 45-64歳: 22.9% - 65歳以上: 15.64% - 年齢の中央値: 38歳 - 性比（女性100人あたり男性の人口） - 総人口: 97.7 - 18歳以上: 95.3 | 世帯と家族（対世帯数） - 18歳未満の子供がいる: 31.0% - 結婚・同居している夫婦: 49.8% - 未婚・離婚・死別女性が世帯主: 12.4% - 非家族世帯: 33.6% - 単身世帯: 27.9% - 65歳以上の老人1人暮らし: 12.2% - 平均構成人数 - 世帯: 2.44人 - 家族: 2.97人 収入と家計 - 収入の中央値 - 世帯: 36,415米ドル - 家族: 43,994米ドル - 性別 - 男性: 35,076米ドル - 女性: 24,215米ドル - 人口1人あたり収入: 18,264米ドル - 貧困線以下 - 対人口: 13.0% - 対家族数: 9.1% - 18歳未満: 18.4% - 65歳以上: 6.8% |

## 都市と町

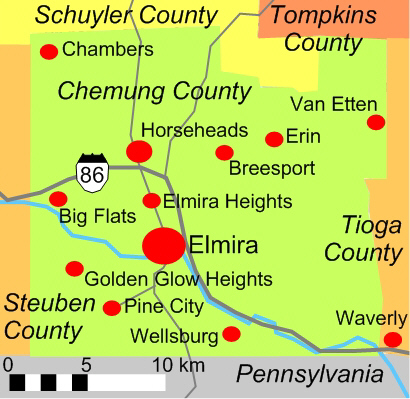
シェマング郡図

市
- エルマイラ - 郡庁所在地

町
- アシュランド
- ボールドウィン
- ビッグフラッツ
- カトリン
- シェマング
- エルマイラ
- エリン
- ホースヘッズ
- ベテラン
- サウスポート
- バンエッテン

村、ハムレット
- エルマイラハイツ村
- ホースヘッズ村
- ミルポート村
- パインシティ（ハムレット）
- バンエッテン村
- ウェルズバーグ村
- ウェストエルマイラ（国勢調査指定地域）
- ホースヘッズノース（国勢調査指定地域）

## 教育
シェマング郡の教育は様々公立私立の機関が行っている。高校生と成人はGST協同教育サービス理事会にアクセスしてきた 。幅広い分野の職業訓練や成人教育を行っている。

### 公共教育学区
- ホースヘッズ中央教育学区
- エルマイラ市教育学区
- エルマイラハイツ中央教育学区[16]

### 私立学校
- シェマングバレー・モンテッソリ学校[17]
- エルマイラ・クリスチャン・アカデミー[18]
- 聖家族中学校[19]
- セントメアリー・アワーマザー学校[20]
- ノートルダム高校[21]
- ツインティアーズ・クリスチャン・アカデミー[22]

### 高等教育機関
- アーノット・オグデン看護学校[23]
- コーニング・コミュニティカレッジ[24] (off-campus sites)
- エルマイラ・カレッジ
- エルマイラ実業学校[25]

### 図書館
シェマング郡図書館地区
- スティール記念図書館
- ホースヘッズ自由図書館
- ビッグフラッツ図書館
- ウェストエルマイラ図書館
- バンエッテン図書館
- シェマング郡移動図書館[26]